# Belzebub

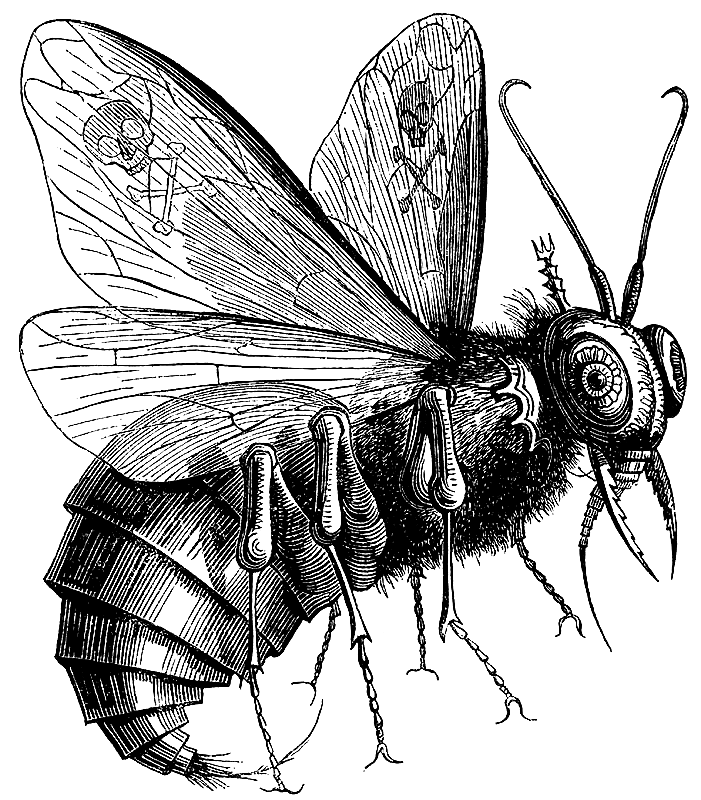
Belzebub od Collina de Plancyho z jeho knihy Dictionnaire Infernal

Belzebub nebo Belzebul (z hebrejského ba'al zevuv, בעל זבוב‎) je označení démona, jméno, které se někdy mylně užívá jako ekvivalent Lucifera či Satana. Jméno se nejčastěji interpretuje jako pán much, protože lidé věřili, že hejna much, která je sužovala, musí být výplodem ďábla.
Je spojován s přespřílišným požíváním nápojů i potravin, je považován za démona obžerství.
Sousloví Baal Zebub (nebo též Baal Zevuv, řecky Βεελζεβούβ, hebrejsky בַּעַל זְבוּב) odkazuje k bohu uctívanému Filištýnci (Palestinci) – Baal znamená Pán (ve smyslu nadřízeného, krále nebo boha) a celé jméno je překládáno jako Pán much. Předpokládá se, že existoval vztah mezi filištýnským bohem Baalzebubem a kultem much, kde mouchy byly Židy nahlíženy jako odporní škůdci hodující na exkrementech. Souvztažnost je snad možná také s helénským bohem Myiagrosem, který naopak zaháněl mouchy. Vedle Pána much byl Baalzebub představený židovskými Písmy ztotožňován též s kanaanejským bohem Baalem, jehož kult se vyznačoval bohoslužbami formou sexu s kněžkami v Baalových svatyních. Do širšího náboženského povědomí se filištýnský Baalzebub dostal díky židovským Písmům.

## Nový zákon
V Novém zákoně u Mk 3, 22 (Kral, ČEP) farizeové obviňují Ježíše, že vyhání démony ve jménu Belzebula, knížete démonů, a toto jméno se objevuje také v rozšířené verzi tohoto příběhu u Mt 12, 24–27 (Kral, ČEP) a Lk 11, 15–19 (Kral, ČEP).
Protože znal jejich smýšlení, řekl jim: „Každé království vnitřně rozdělené pustne a žádná obec ani dům vnitřně rozdělený nemůže obstát. A vyhání-li satan satana, pak je v sobě rozdvojen; jak tedy bude moci obstát jeho království? Jestliže já vyháním démony ve jménu Belzebuba, ve jménu koho je vyhánějí vaši žáci? Proto oni budou vašimi soudci. Jestliže však vyháním démony Duchem Božím, pak už vás zastihlo Boží království. ─ Mt 12, 25–28 (Kral, ČEP)